# Odsherred (commune)
Odsherred  est une commune du Sjælland issue de la réforme communale de 2007. Le siège de la commune réside à Højby mais la plus grande ville est Nykøbing Sjælland. La population de la commune s'élevait en 2019 à 33 122  habitants alors que sa superficie est de 355,3 km².

## Histoire
Odsherred est le résultat du rassemblement des trois communes de :
- Dragsholm ;
- Nykøbing-Rørvig ;
- Trundholm.

Une partie du territoire de la commune est constitué du Lammefjord, bras de mer polderisé à partir de 1850, qui est donc le point le plus bas du territoire danois.